# Daan van Dinter
Daan van Dinter (Tilburg, 12 januari 1989) is een Nederlands voetballer.

## Carrière
Van Dinter begon met voetballen bij het Goirlese VOAB. Op jonge leeftijd verhuisde hij naar de jeugdopleiding van Willem II. Tot en met het seizoen 2006/2007 speelde hij in de jeugd en in de zomer van 2007 tekende hij een tweejarig contract voor het belofte-elftal. In zijn eerste seizoen als belofte debuteerde hij in het eerste elftal van de Tilburgers.
Hij kwam in juni 2010 een tweejarig contract overeen met FC Den Bosch, dat hem transfervrij overnam van Willem II.
Vanaf 2014 voetbalt hij bij de amateurs, achtereenvolgens bij Achilles Veen, RKSV Oisterwijk en RKSV The White Boys.
Vanaf 2020 keert hij terug naar Achilles Veen in de rol van jeugdcoördinator.